# Stramienmaat

Plattegrond van woningen met stramienlijnen

Een stramienmaat is een rekenmaat bij een gebouw waarop allerlei standaard onderdelen zoals plafond- en wandsystemen zijn afgestemd. Voor het opzetten van kantoorunits, cellen- of groepskantoren, wordt steeds gebruikgemaakt van een veelvoud van deze maat met een minimum van 3,60 meter. Zo'n stramienmaat is in de tijd gezien aan verandering onderhevig. Een aantal jaren geleden was de ultieme stramienmaat nog 1,60 meter. Op dit moment denkt men er over om de stramienmaat te verkleinen naar 1,20 meter. Dit in verband met het verhogen van de flexibiliteit.